# 与村弘正
与村 弘正（よむら ひろまさ）は江戸時代前期の伊勢国豊受太神宮（外宮）の祠官。伊勢北畠家の庶流と伝える与村弘宣の長男に生まれ、弟に黒沢弘忠がいた。通称三之丞。
与村氏は北畠家庶流である事から本姓は源で、初め四箇村を領して四村殿（よむらどの）と呼ばれていたのを、後に「四」を「与」に改めて与村を称し、天正4年（西教暦1576年。下皆效此）の三瀬の変に依って北畠家が滅すると伊勢山田の西河原（現三重県伊勢市宮後）に移住したものという。
元和2年（1616年）に父弘宣が歿すると、外宮禰宜檜垣常晨の家来となり、元和7年（1621年）外宮の宮掌大内人（みやじょうおおうちんど）に補される。和漢に通じた学才と神道に精しい事から出口延佳等と共に慶安元年（1648年）の豊宮崎文庫の開設や承応2年（1653年）の総位階の復旧請願に際しての勘例に尽力し、主に前者の功労から承応3年（1654年）4月24日従五位下に叙された。
この叙爵に関し、外宮の禰宜・権禰宜（ごんのねぎ）層が度会神主姓以外のしかも下級の大内人職に過ぎない弘正等のそれに反撥して所謂承応の神訴を起こす。弘正は母から人と争う事無く、もし諍いの起きた場合には頬舌を競わず直ちに降るよう訓誡を受けていたといい、この訴訟に依って母の誡めに背く事となった事を悔やんだというが、結局はこの禰宜、権禰宜の訴えは幕府寺社奉行に持ち込まれ、万治2年（1659年）6月に奉行の尋問を受ける為に延佳等と共に江戸へ下る。道中で体調を崩した弘正は沙汰を延佳等に任せて当時江戸に住した弟弘忠の許で療養し、翌7月に弘正等の勝訴に落着した後も尚回復に及ばない状態であった為に伊勢へ上る延佳等と別れ、弘忠の許に滞まって療養するが遂にそのまま客卒した。弘正弘忠兄弟は幕府儒官の林家と交流があり、弘正は以前から林鵞峰、春徳兄弟と信書を交わす仲であり、更に弟弘忠が鵞峰兄弟の父羅山の門下であった縁から、弘正の卒去にあたっては鵞峰、春徳から挽詩を寄せられている。墓は山田走下（はしりおり）墓地の越坂道より西方、新道遊郭裏の隣接地にあった。
その著書頗る多く、主なものに『二所大神宮末社記』（正保元年（1644年））、『神道弁疑集』（慶安2年（1649年））、『神宮雑記』（承応2年（1653年））、『修禊式類集』（同）、『長寛勘文或問』（同）、『中臣祓集鈔（抄）』（承応3年（1654年））、『神拝式類集』（万治元年（1658年））や、『中臣祓集解』、『二所大神宮雑用正史略記』、『弘正集録』、『服仮令類集』、『両宮神拝式』、『勢州古今名所集』等がある。

## 親族
- 父：与村三之丞弘宣 – 左兵衛尉房利の子孫、金徳の孫、弘次の子。母は檜垣常次の元女[3]。元和2年（1616年）2月13日没[11]。
- 母：直心院椿岳寿正大姉 - 浦口氏。明暦2年（1656年）1月3日没[10]。
- 弟：黒沢弘忠 - 松江藩儒。
- 子：与村三之丞 – 檜垣常有宮奉行。宝永年間火事で被災し、黒沢家を頼って出雲国に移住した[12]。